# 衝上断層
衝上断層（しょうじょうだんそう、英: Thrust fault）とは、上位の地層が下位の地層に対して緩い角度でずり上がった断層。断層角（断層面と水平面のなす角度）が45度以下の逆断層をいい、低角逆断層とも呼ばれる

## 概要

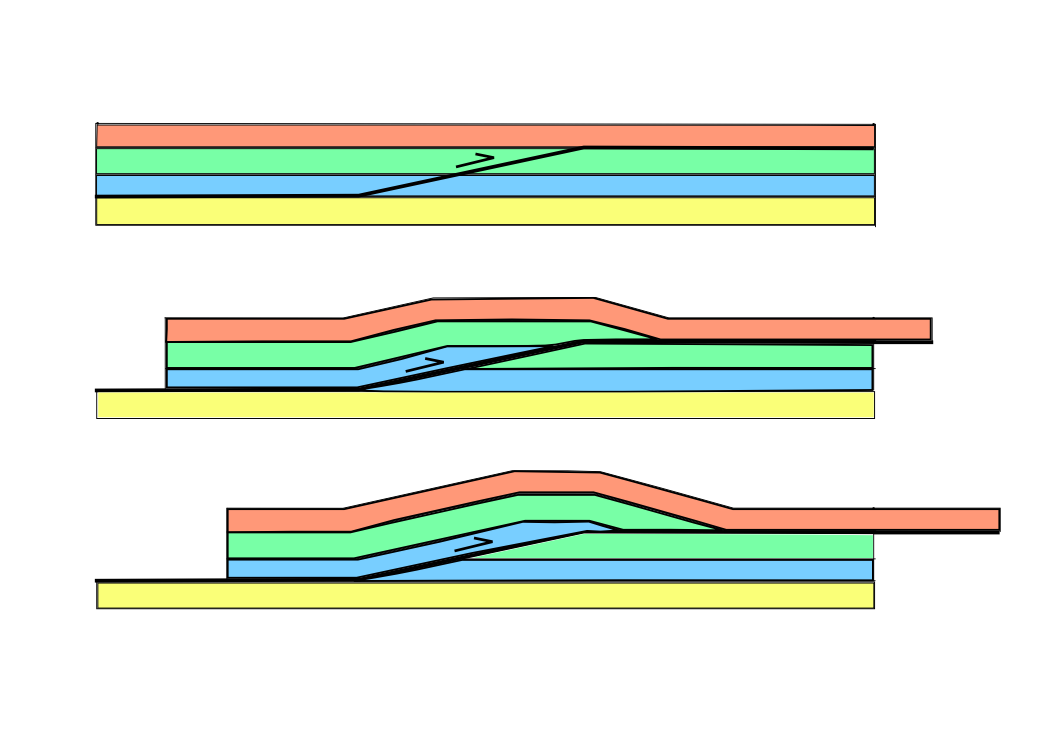
衝上断層の活動（ずれ）の様子を示した断面図。

断層角45度以上の高角逆断層に比べて変位量が大きく、表層に対する大きな収束の力を効率よく消化できる活構造であり、活発な収束型境界に多くみられる地形である。この収束型境界の衝上断層をメガスラスト（英: Megathrust）、メガスラストの活動によって発生する地震をメガスラスト地震と言う。また地表に地震断層を出現させていない衝上断層をブラインドスラスト（英: Blind thrust）、スラスト断層上盤側で形成される逆向きに傾斜する分岐断層をバックスラスト（英: Back thrust）と言う。活発な衝上断層では、累積変位量が数十kmと非常に大きなものも珍しくない。その活動は広範囲にわたって隆起をもたらすので、造山運動に大きく寄与している。

## おもな衝上断層

### 砥部衝上断層
砥部衝上断層（とべしょうじょうだんそう）は、愛媛県砥部町でみられる中央構造線の露頭。古い地層が新しい地層の上に重なった逆断層が、砥部川の流れによって洗い出され、砥部川に対してほぼ直角に横切るように露頭しているのを目にすることができる。川床には段差が生じ、小さい滝のようになっている。断層は1,200万年〜1,400万年前の地殻変動によって形成されたものと推定されている。この断層は後期白亜紀の和泉層群が、中期始新世の礫岩からなる明神層の上部に衛上しているものである。1921年に九州大学（当時）の河村幹雄博士によって発見され、1938年に国の天然記念物に指定された。
2007年、日本の地質百選に選定された。
- 衝上断層公園 - 国道379号に接しており、付近は駐車場も備えた公園として整備されている。

### 神戸丸山衝上断層
神戸丸山衝上断層（こうべまるやましょうじょうだんそう）は、兵庫県神戸市長田区明泉寺町にある衝上断層。1937年に国の天然記念物に指定された。

### 横山楡原衝上断層
横山楡原衝上断層（よこやまにれはらしょうじょうだんそう）は、富山県富山市、岐阜県飛騨市にある衝上断層。1941年に国の天然記念物に指定された。

### グラールス衝上断層
スイス東部にある大規模な衝上断層。累積変位量は100kmを超え、また観察が容易なことから絶好の研究対象となった。現在の衝上断層の成因が考えだされるきっかけとなった断層。スイスの活発な地殻変動地域サルドナとして、世界遺産に登録されている。

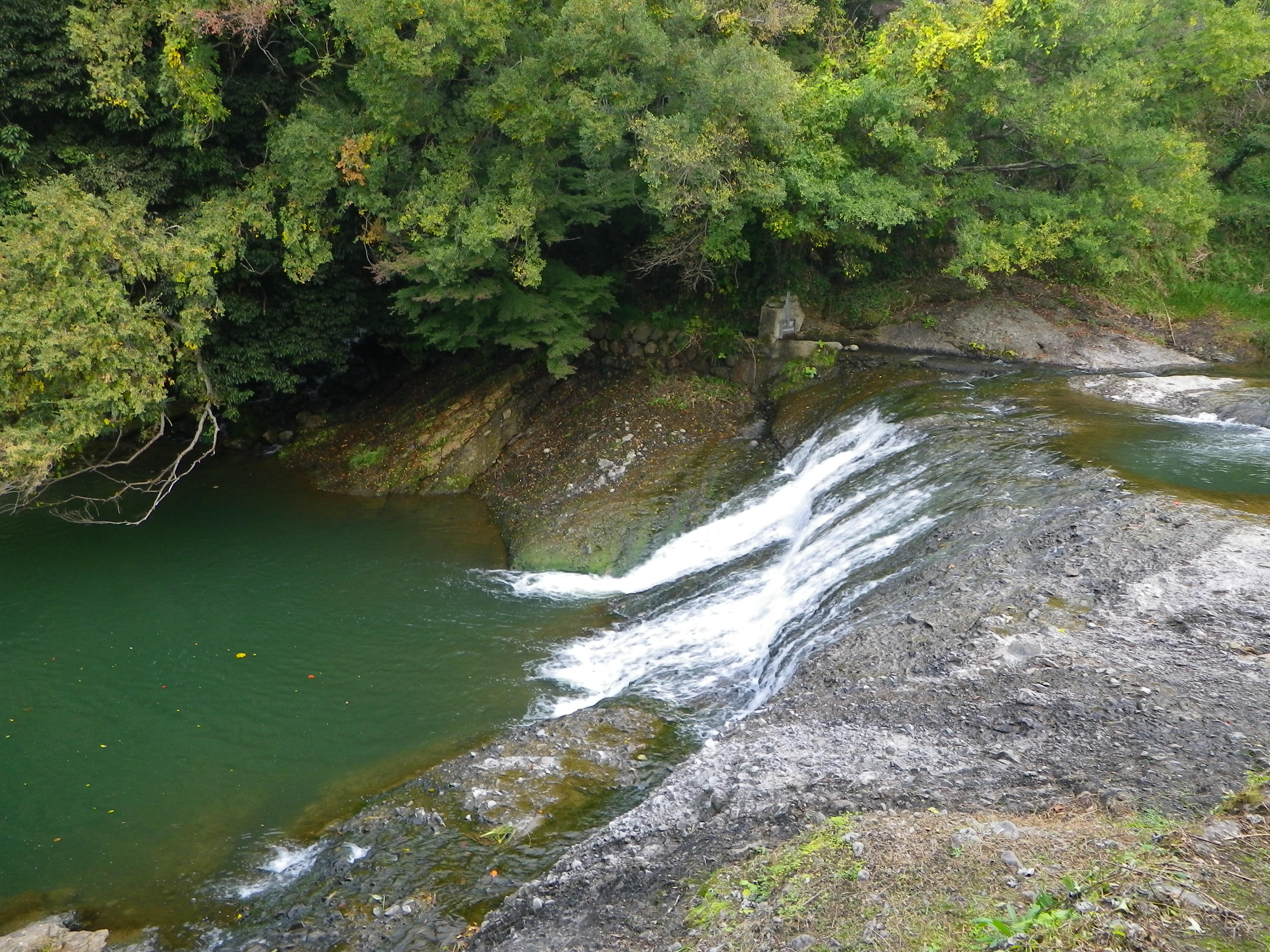
砥部衝上断層
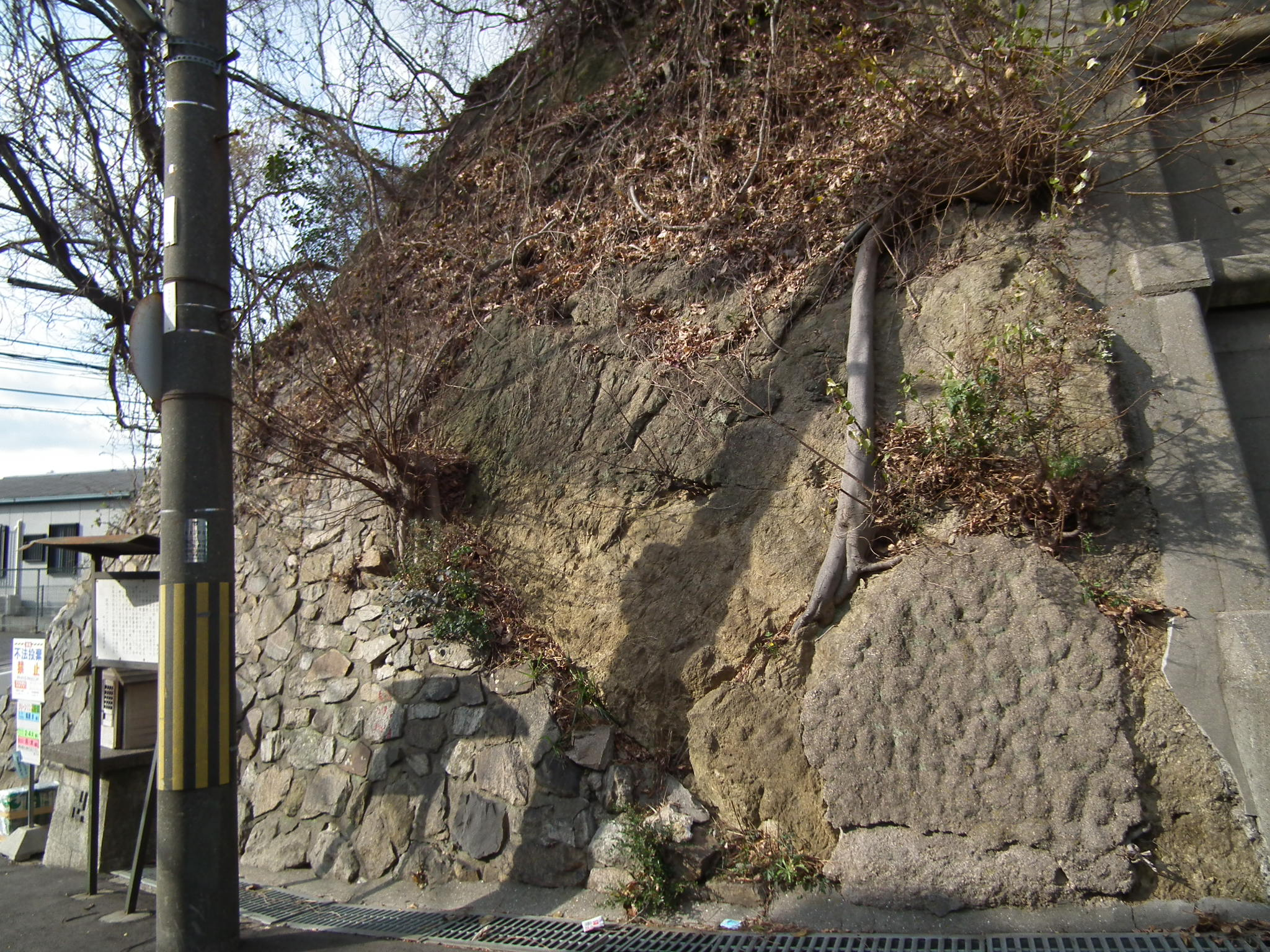
丸山衝上断層
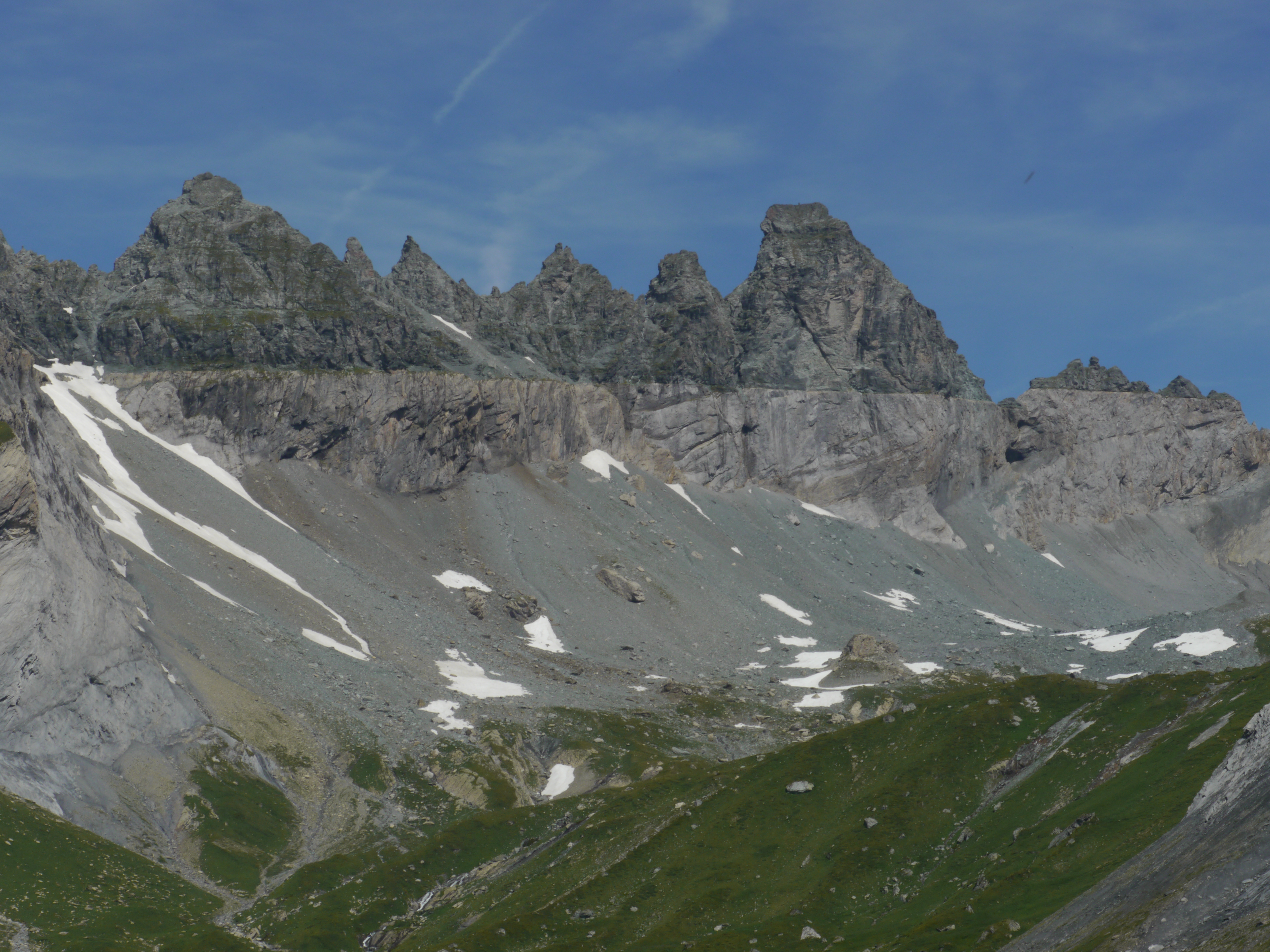
グラールス衝上断層